# Barranc de la Mir
El Barranc de la Mir és un barranc de l'antic terme de Sapeira, actualment inclòs en el terme municipal de Tremp, al Pallars Jussà. És afluent del barranc d'Escarlà. Es forma a ponent del puig d'Espills, des d'on davalla cap a ponent, en direcció al barranc d'Escarlà, on s'aboca, a la zona dels Horts d'Escarlà. Poc abans d'arribar a aquest barranc passa ran, i al sud, de l'ermita de la Mare de Déu de la Mir. Discorre pel nord del poble d'Espills.